# Quai de la Gare (metropolitana di Parigi)
Quai de la Gare è una stazione della metropolitana di Parigi, sulla linea 6, sita nel XIII arrondissement di Parigi.

## La stazione
La stazionè è stata aperta nel 1909.

## Accessi
- scale sul terrapieno all'1, boulevard Vincent Auriol ed una scala mobile

## Interconnessioni
- Bus RATP - 89
- Noctilien - N131